# Brachymeles mapalanggaon
Brachymeles mapalanggaon — вид сцинкоподібних ящірок родини сцинкових (Scincidae). Ендемік Філіппін.

## Поширення і екологія
Brachymeles mapalanggaon є ендеміками острова Масбате. Вони живуть у вторинних вологих тропічних лісах та в садах.

## Збереження
МСОП класифікує цей вид як вразливий. Brachymeles mapalanggaon загрожує знищення природного середовища. 